# Yến phi quyền
Yến Phi Quyền (chữ Hán: 飛 燕 拳) là bài danh quyền của võ cổ truyền Việt Nam. Tương truyền, bài quyền thảo Yến Phi này do Nguyễn Huệ sáng tạo để các nghĩa binh Tây Sơn rèn luyện trong giai đoạn trước khi đưa quân ra Bắc Hà.

## Đặc điểm
Bài quyền mô phỏng các động tác lướt, bay dịu dàng của con chim yến (én) nên thân pháp với các thế tấn nhẹ nhàng, linh hoạt khi tấn công và kín đáo khi phòng thủ, nhiều thế tấn đứng trên một chân. Thủ pháp khoáng đạt rộng mở với những chiêu thức sải rộng cánh. Đòn thế tấn công đối thủ thường bằng cạnh tay chém, mũi bàn tay đâm và các ngón tay móc hổ trảo. Cước pháp trong bài là các đòn đá bằng cạnh chân và móc vòng đánh gót.

## Nội dung
Bài thảo Yến Phi Quyền của Võ cổ truyền Bình Định gồm có 8 câu thiệu Hán-Việt theo thể thơ Thất Ngôn Bát Cú (56 chữ), chứa đựng những chiêu thức liên hoàn công thủ, đặc trưng của Võ Việt Nam. Bên cạnh bài thiệu gốc, còn có bài phú kèm theo mà ngày nay nhiều võ phái có gốc từ Bình Định cho rằng đó là bài thiệu bằng thơ lục bát.
Bài Thảo Bộ « Yến Phi Quyền » (燕 飛 拳) của Võ Trận Cổ Truyền Bình Định gồm có 8 câu Thiệu viết bằng Hán Việt theo thể Thơ Thất Ngôn Bát Cú (56 chữ) mật mã hóa những Chiêu Thức liên hoàn công thủ.
     Đây là một trong những bài Thảo pháp hiếm hoi mà bài Thiệu Võ không bị phạm một lỗi chánh-tả nào cả, và sự Phân Thế rõ ràng mạch lạc, dẫn nhập cho bài Thảo Ngọc Trảng Quyền (玉 琖 拳) - mà tên thật là Mộc Thiều Quyền (沐 髫 拳) - đã được dùng để ứng thí Võ Cử ngày xưa.
     Những Chiêu Thức trong Quyền pháp « Yến-Phi » này, khi nhìn sơ qua thấy như cánh Chim Én ẻo lã bay bướm, nhưng khi lâm trận thật sự mới thấy sự dũng mãnh và quyết liệt của môn Võ Trận nước Đại Việt.
Lời thiệu Hán Việt:
YẾN PHI THẢO PHÁP
Yến phi biến thế bái tổ tiền
Tam câu tam đả đoạt tranh tiên
Thần đồng xuất bộ quy sào toạ
Song phi quyển dực phục thân kiên
Hổ bộ hồi thành uy Triệu tử
Phượng hoàng độc cước phá giang biên
Long phi biến thế khai lưỡng túc
Vọng bái hoàn nguyên thảo pháp truyền
(Sưu tầm tại đất võ Bình Định)
Dị bản:
YẾN PHI THẢO PHÁP
Yến phi biến thế bái tổ tiền
Tam câu tam đả đoạt tranh tiên
Thần đồng xuất bộ quy sào thoái
Song phi quyển dực đảo luân liên
Triệu tử hồi thành oai hổ bộ
Bình sa phượng lạc thủ thân kiên
Song phi cước xuất long phi biến
Vọng bái hoàn nguyên hậu thế truyền
Lời thiệu thơ lục bát:
Bước vào biến thế Yến Phi
Tam câu tam đả tức thì làm xong
Rồi lại biến thế Thần Đồng
Rồi về Yến bãi chực phòng song phi
Phi rồi cuốn cánh nép vi
Lập thế bộ hổ hồi về Triệu Công
Ví dù nó có lướt xông
Thì ta biến thế Phượng Hoàng một chân
Bái tổ sư lập như tiền.
(Võ phái Bình Định Sa Long Cương)
Dị bản:
YẾN PHI THẢO PHÁP
Bước vào biến thế én bay
Tam câu tam đả tức thì làm xong
Rồi lại biến thế Thần Đồng
Hồi về yến bãi chực phòng song phi
Phi rồi cuốn cánh nép vi
Lập thế bộ hổ hồi về Triệu Công
Ví dù nó có lướt xông
Thì ta biến thế Phượng hoàng một chân
Rồi lại biến thế rồng bay
Chân trước giậm đá chân sau tiếp liền
Y như pháp thảo lời truyền
Giữ trong nội thế để truyền hậu lai
Bái tổ sư lập như tiền.
(Tài liệu Võ đường Phan Thọ - Võ cổ truyền Bình Định)
Dị bản:
YẾN PHI THẢO PHÁP
Bước vào biến thế Yến phi
Tam phi, tam đả tức thì thành công
Rồi lại biến thế nhi đồng
Hồi về Yến bãi chực phần song phi
Phi rồi cuốn cánh nép mình
Lập "Hổ bộ" thế, trở về Triệu Công
Ví dầu người có lướt xông
Bộ tay đảo thế "Phụng vì", "Lưỡng nghi"
Rồi lại biến thế Long phi
Chân trước dậm đá, chân sau tiếp liền
Y như pháp thảo lời truyền
Giữ trong nội thế, để truyền hậu lai
Vọng bái Tổ, lập như tiền.
(Theo sách Lịch sử Võ Học Việt Nam - Phạm Phong)